# Иван Коцев
Иван Коцев (18 юни 1938 – 16 февруари 2020), наричан по прякор Братчика, е български футболист, полузащитник, клубна легенда на Локомотив (София). Играл е също в Черно море (Варна). Общо има 209 мача и 16 гола в A група.

## Биография
Родом от София, Коцев израства в столичния квартал Банишора, като започва да играе футбол в местния квартален отбор Банишорска слава. През 1954 г. постъпва в юношеския тим на Локомотив (София). Три години по-късно, през сезон 1957, прави своя дебют за първия състав на „железничарите“, изигравайки 3 мача в A група.
В началото на 1958 г. започва да отбива военната си служба и преминава в Черно море (Варна), където играе две години като войник. В този период е основен футболист в състава на „моряците“. Записва общо 43 мача с 5 гола – 29 мача с 1 гол в А група и 14 мача с 4 гола в Б група.
След като се уволнява от армията в началото на 1960 г. се завръща в Локомотив (София). Бързо придобива статута на основен футболист в селекцията на тима. Остава на терена до края на сезон 1967/68. Общо за Локомотив изиграва 180 мача в елитното първенство и вкарва 15 гола. С отбора става двукратен европейски шампион за железничари през 1961 г. и 1963 г., както и шампион на България през сезон 1963/64. В хода на кампанията, в която е спечелена титлата, записва 28 мача с 1 гол.
След края на състезателната си кариера става треньор в детско-юношеската школа на Локомотив (София). В периода между 1972 г. и 1977 г. е помощник-треньор в мъжкия отбор, първо в екипа на Васил Методиев, а след това и на Йончо Арсов. Впоследствие още дълги години работи като наставник на дублиращия състав, както и в школата на клуба.

## Статистика по сезони
Включени са само мачовете от първенството.
| Сезон    | Отбор          | Първенство | Мачове | Голове |
| -------- | -------------- | ---------- | ------ | ------ |
| 1957     | Локомотив (Сф) | A група    | 3      | 0      |
| 1958     | Черно море     | A група    | 7      | 1      |
| 1958/59  | Черно море     | A група    | 22     | 0      |
| 1959/ес. | Черно море     | Б група    | 14     | 4      |
| 1960/пр. | Локомотив (Сф) | A група    | 11     | 3      |
| 1960/61  | Локомотив (Сф) | A група    | 23     | 2      |
| 1961/62  | Локомотив (Сф) | A група    | 22     | 3      |
| 1962/63  | Локомотив (Сф) | A група    | 23     | 1      |
| 1963/64  | Локомотив (Сф) | A група    | 28     | 1      |
| 1964/65  | Локомотив (Сф) | A група    | 23     | 3      |
| 1965/66  | Локомотив (Сф) | A група    | 26     | 2      |
| 1966/67  | Локомотив (Сф) | A група    | 18     | 0      |
| 1967/68  | Локомотив (Сф) | A група    | 3      | 0      |

## Успехи
Локомотив (София)
- А група:
  -  Шампион: 1963/64

- Европейско първенство за железничари:
  -  Шампион (2): 1961, 1963